# Самгин, Павел Митрофанович
Павел Митрофанович Самгин (27 августа 1854, Астрахань, Астраханская губерния, Российская империя — 3 февраля 1919, Петроград, Петроградская губерния, Советская Россия) — российский военный деятель, генерал-лейтенант Русской императорской армии.

## Биография
Родился 27 августа 1854 года в Астрахани. Окончил Астраханскую классическую гимназию и 1-е военное Павловское училище. 14 августа 1874 года поступил на военную службу в Российскую императорскую армию. В 1876 году поступил вольноопределяющимся в 1-е военное Павловское училище, которое окончил по 1-му разряду с премией генерала Энегольма. 10 августа 1876 года переведён из фельдфебелей в подпоручики армейской пехоты. 8 августа 1877 года переведен в лейб-гвардии Московский полк с повышением в звании до гвардии прапорщика.
30 августа 1877 года повышен до гвардии подпоручика, а 16 апреля 1878 года получил чин гвардии поручика. Участвовал в русско-турецкой войне 1877—1878 годов, в частности в битве при Горном Дубняке, переходе через Балканы и сражении под Филиппополем, за что был награждён рядом орденов. 24 марта 1885 года получил звание гвардии штабс-капитана. 1 апреля 1890 года повышен до гвардии капитана. 30 августа 1894 года произведён в полковники «на вакансию». В общей сложности в лейб-гвардии Московском полку занимал должности командира строевой роты (4 года 6 месяцев), командира нестроевой роты и полкового квартирмейстера (4 года 10 месяцев), заведующего хозяйством (2 года 7 месяцев). Также был заведующим оружием и полковой закройной, ктитором полковой церкви.
19 августа 1898 года назначен командиром 1-го батальона лейб-гвардии Московского полка. 29 марта 1900 года назначен командиром 92-го пехотного Печорского полка, который под его командованием в 1903 году отметил 100-летний юбилей со дня создания. 23 января 1904 года повышен в звании до генерал-майора «за отличие по службе» и получил пост командира лейб-гвардии Финляндского полка. Под его командованием полк принял участие в подавлении революционных волнений 1905 года в Санкт-Петербурге. 9 января пехотные роты «действовали оружием» и совершили «несколько атак» против толпы, а кавалерийские части неоднократно посылались для «предупреждения скоплений рабочих» на Васильевском острове, начальником военных частей которого был назначен собственно сам Самгин.
В 1906 году полк отметил свой 100-летний юбилей, сопровождавшийся большими торжествами с личным участием императора Николая II. В июне 1907 года Самгин был уволен с военной службы по болезни. В отставке проживал в Санкт-Петербурге.
18 апреля 1909 года принят из отставки с возведением в звание генерал-лейтенанта. 6 июня 1915 года был назначен на пост начальника 107-й пехотной дивизии. 15 апреля 1917 года отчислен в резерв чинов при штабе Петроградского военного округа.
Скончался 3 февраля 1919 года в Петрограде и был похоронен на Смоленском православном кладбище.

## Личная жизнь
По вероисповеданию — православный. В 1901—1904 годах был женат.

## Награды

### Российские
- Орден Святого Владимира 2-й степени (1916), 3-й степени (1901), 4-й степени (1895)[1][2].
- Орден Святой Анны 1-й степени (1915), 2-й степени (1888), 3-й степени с мечами и бантом (1878), 4-й степени (1877)[1][2].
- Орден Святого Станислава 2-й степени (1885), 3-й степени с мечами и бантом (1878)[1][2].

### Иностранные
- Железный крест (Румыния; 1879)[1][2].
- Орден Святых Маврикия и Лазаря степени командора (Италия; 1902)[1][2].